# 張弘靖
張弘靖（760年－824年7月24日），蒲州猗氏县（今山西臨猗）人。
張延賞之子，以門蔭入仕，初授河南府參軍，補蘭田縣尉，814年以河中節度使入朝為刑部尚書，後為相。

## 為相期間
吳元濟在吳少陽死後仍然隱瞞死訊，代父上表稱病，自己欲為留後，期望朝廷真除，但朝廷方面李吉甫已經知道真相。張弘靖建議先遺使吊喪贈官，「待其有不顺之迹，然后加兵」。吳元濟不理會使者，並舉兵四出搶掠，朝廷遂有討伐吳元濟的理由。
宰相武元衡、裴度被刺案，有人告發王承宗的士兵張晏是兇手，陈中师审讯张晏等人，他们都承认杀害了武元衡。張弘靖疑其不實，認為張晏不是真正兇手，勸憲宗慎刑，憲宗不聽，戊辰（二十八日），斬殺張晏等五人，杀其党十四人。
王承宗據成德抗拒中央，憲宗欲行討伐，張弘靖多次勸諫，憲宗遂外放之。

## 出鎮外藩
憲宗命張弘靖兼使相出鎮為河東節度使，後又為宣武、盧龍節度使，節制得宜，使方鎮軍民順服。元和九年再入朝拜相。
穆宗长庆元年（821年），任幽州節度使，鑑於地方民風兇悍，又尊安禄山、史思明为“二圣”，日日奉祀。弘靖以為亂臣，於是“發（安）祿山墓，毀其棺柩，人尤失望”。
張弘靖的手下韋雍、張宗厚諷刺幽州軍人「目不識丁」，又虐待士兵。這時爆發弘靖苛扣軍犒二十萬貫文錢，於是群情激憤，兵卒哗变，韋雍、張宗厚被殺，張弘靖被朱克融幽禁。
後來张弘靖被降职调离幽州，當撫州刺史，後又回朝，應是在長安逝世。

## 子孙
- 張文規，桂管防禦觀察使
  - 張彥遠，大理卿。人稱國畫歷史家之祖
- 张景初，殿中侍御史
  - 张天保
- 张嗣慶，河南少尹
  - 张彥脩
- 张次宗，舒州刺史
  - 张曼容
  - 张彥回，字幾之
  - 张茂樞，字休府